# Molló
Molló  es un municipio de Cataluña, España. Perteneciente a la provincia de Gerona, en la comarca del Ripollés, situado al norte del Valle de Camprodón, en el límite con la comarca de La Garrocha y la comarca francesa del Vallespir. Incluye la población de Espinavell.

## Símbolos
El escudo heráldico que representa al municipio se define a partir del siguiente blasón aprobado el 11 de enero de 2012:

«Escudo embaldosado: de sinople, un mojón de plata. Al timbre, una corona de pueblo.»
Diario Oficial de la Generalidad de Cataluña nº 6051 de 24 de noviembre de 2012

La descripción de la bandera del municipio, aprobada el 17 de junio de 2013, es la siguiente:

«Bandera apaisada, de proporciones dos de alto por tres de largo, verde claro, con el mojón blanco del escudo, de altura 5/8 de la del paño y anchura 11/36 de la largura del mismo paño, en el centro.»
Diario Oficial de la Generalidad de Cataluña nº 6420 de 18 de julio de 2013

## Geografía
Ubicación
Molló se encuentra situada a una altitud de 1181 m s. n. m. El municipio, situado en el norte de la provincia de Gerona, hace frontera con Francia.
| Noroeste: Llanás y Setcasas | Norte: Prats-de-Mollo-la-Preste (Francia) | Noreste: Prats-de-Mollo-la-Preste (Francia) |
| Oeste: Camprodón            |                                           | Este: Camprodón                             |
| Suroeste: Camprodón         | Sur: Camprodón                            | Sureste: Camprodón                          |

## Demografía
Molló cuenta con una población de 374 habitantes (INE 2024).

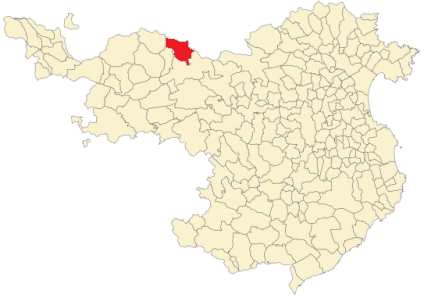
Situación de Molló en la provincia de Gerona

| Gráfica de evolución demográfica de Molló entre 1842 y 2021                                                         |
| |
| Población de derecho según los censos de población del INE Población de hecho según los censos de población del INE |

## Lugares de interés
Iglesia románica de Santa Cecília, del siglo X.
Molló Park